# Francis Fontan
Francis Fontan (ur. 3 lipca 1929 w Nay, zm. 14 stycznia 2018 w Bordeaux) – francuski kardiochirurg, który opracował podstawy zabiegu kardiochirurgicznego nazwanego operacją Fontana.

## Życiorys
Fontan urodził się w małym miasteczku Nay, we francuskich Pirenejach. Był synem znanego francuskiego kolarza z lat 20. XX wieku Victora Fontana.
W wieku 17 lat Fontan rozpoczął studia medyczne na Uniwersytecie w Bordeaux.
Od 1952 specjalizował się w chirurgii i kardiochirurgii dziecięcej. Jego nauczycielem podczas specjalizacji był kardiochirurg Georges Dubourg. Wielkie wrażenie wywarła na Fontanie śmierć nastolatka z atrezją zastawki trójdzielnej, a Dubourg zasugerował mu, że powinno to stać się dla niego motywacją do badań i szukania sposobów leczenia choroby. Ówcześnie jedynie przeszczep serca wydawał się jedyną realną możliwością leczenia tej wady serca (ale pierwszych prób przeszczepiania serca dokonano dopiero w latach 60. XX wieku).
Tematem pracy doktorskiej Fontana było krążenie pozaustrojowe, które umożliwia utlenowanie krwi żylnej pacjenta poza organizmem i podanie jej ponownie choremu przez pompę do naczyń tętniczych, co jest niezbędne przy operacjach na otwartym sercu.
Fontan zaczął pracę kardiochirurga na Uniwersytecie w Bordeaux, gdzie był profesorem przez następne 23 lata.
Swoje zawodowe zainteresowania skierował na leczenie wrodzonych wad serca, i w latach 1964–1966 zaangażował się w badania eksperymentalne. Chciał opracować metody leczenia pacjentów, u których wada serca upośledza przepływ krwi przez prawą część serca, dlatego starał się stworzyć połączenie pomiędzy żyłą główną dolną i tętnicą płucną. Eksperymentalne operacje na psach nie udały się, wszystkie zwierzęta padły w ciągu kilku godzin.
Mimo tych niepowodzeń, Fontan miał nadzieję, że zabieg kardiochirurgiczny, który później został nazwany jego imieniem, będzie kiedyś skuteczny u ludzi. Jego kolega Pierre Broustet poprosił go o konsultację w sprawie leczenia młodej kobiety z atrezją zastawki trójdzielnej. W 1968 Fontan postanowił ją zoperować, i choć u pacjentki po zabiegu wystąpiły poważne komplikacje, to udało się ją z nich wyprowadzić i żyła jeszcze kilkadziesiąt lat. Drugą operację tego typu Fontan wykonał w 1970 roku, a po trzecim zabiegu, ta technika operacyjna została opublikowana w czasopiśmie medycznym Thorax w 1971. Operacja Fontana, po modyfikacjach, jest procedurą, która upowszechniła się na całym świecie.
Oprócz tej techniki operacyjnej Fontana położył zasługi jako jeden z pionierów transplantacji serca we Francji. W 1986 założył towarzystwo europejskich kardiochirurgów i torakochirurgów – European Association for Cardio-Thoracic Surgery (EACTS) i został pierwszym jego prezesem. Motywacją do tego działania była jego frustracja, że na konferencjach kardiochirurgicznych w Europie, narodowość prelegenta znaczyła więcej niż wartość jego pracy naukowej. Stwierdził potem, że powołanie EACTS stało się jego największym powodem do dumy.
W 2002 Fontan przeszedł na emeryturę i poświęcił się z synem Edouardem rodzinnej winnicy w Bordelais aż do śmierci w 2018 w wieku 89 lat.
Fontan w 2006 otrzymał nagrodę „Grand Prix Scientifique” Fundacji Lefoulon-Delalande. Zmarł w dniu 14 stycznia 2018 roku w Bordeaux.